# أرنولد غريغوري
أرنولد غريغوري (بالإنجليزية: Arnold Gregory)‏ هو سياسي بريطاني (وحمل سابقاً جنسية المملكة المتحدة لبريطانيا العظمى وأيرلندا)، ولد في 14 نوفمبر 1924، وتوفي في 30 يوليو 1976. حزبياً، نشط في حزب العمال. في الانتخابات العامة في المملكة المتحدة 1964 ‏، انتخب عضو البرلمان الثالث والأربعون للمملكة المتحدة عن دائرة ستوكبورت الشمالية ‏ (15 أكتوبر 1964 – 10 مارس 1966) وفي الانتخابات العامة في المملكة المتحدة 1966 ‏، انتخب عضو البرلمان الرابع والأربعون للمملكة المتحدة عن دائرة ستوكبورت الشمالية ‏ (31 مارس 1966 – 29 مايو 1970).